# ロダク県
ロダク県（ロダクけん）は中華人民共和国チベット自治区山南市の県の一つ。県政府所在地はロダク鎮（洛扎鎮）。

## 行政区画

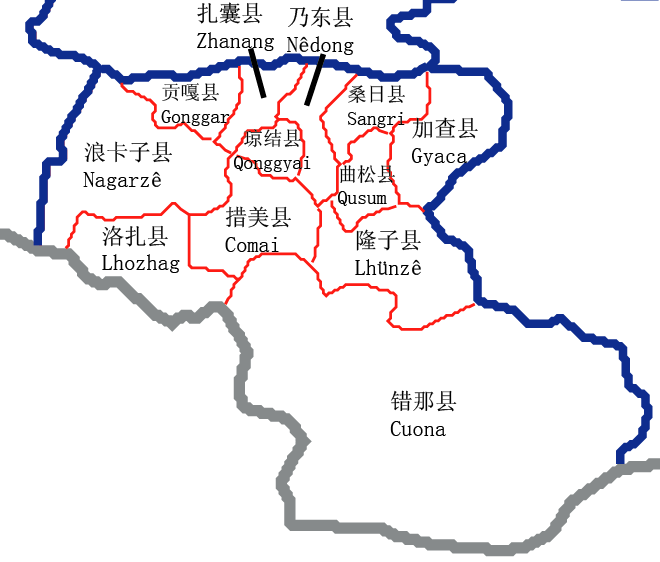
山南地区の行政区画

2鎮、5郷を管轄：
- 鎮：ロダク鎮（洛扎鎮）、拉康鎮
- 郷：扎日郷、色郷、生格郷、辺巴郷、拉郊郷